# Astragalus polytimeticus
Astragalus polytimeticus är en ärtväxtart som beskrevs av Mikhail Grigoríevič Popov. Astragalus polytimeticus ingår i släktet vedlar, och familjen ärtväxter. Inga underarter finns listade i Catalogue of Life.